# Platyhelia
Genre
Platyhelia est un genre de coraux durs de la famille des Rhizangiidae.

## Liste d'espèces
Le genre Platyhelia comprend les espèces suivantes :
Selon World Register of Marine Species (12 juillet 2015) :
- Aucune espèce